# Batterie de Cuguret
La batterie de Cuguret, appelée localement fort de Cuguret, est une fortification située sur la commune de Jausiers et appartenant à la place forte de Tournoux (Alpes-de-Haute-Provence) construite entre 1884-1886 dans le cadre du système Séré de Rivières de fortification des frontières. Elle a été complétée peu après par trois postes de surveillance ou de communication optique situés dans les environs.
Avant la dernière guerre, elle a été intégrée dans le secteur fortifié du Dauphiné comme position d'artillerie dédiée au quartier Rougna en raison du report du projet d'un gros ouvrage d'artillerie aux Sagnes.

## Situation
La batterie de Cuguret est située au nord-est de Jausiers sur le sommet portant le même nom, à 1 866 m d’altitude ; elle est dominée par la Tête de Siguret (3 032 m).
Le premier poste de communication optique avec Barcelonnette se trouve avant la batterie, en bas des lacets de la route. Le deuxième poste, chargé de la surveillance, est situé à environ 500 m, au nord-est de la batterie, à 2 117 m ; il s’agit d’une tour circulaire protégée par des grilles. Le dernier poste, semblable au précédent, qui servait à communiquer avec la batterie de Dormillouse, est situé lui aussi au nord-est de Cuguret, à 2 526 m d’altitude, sous la Pointe de Côte Belle.

## Histoire
Après la guerre de 1870, et compte tenu des mauvaises relations avec l’Italie, l’État-Major envisage la possibilité pour l’ennemi de contourner la forteresse de Tournoux par le col de Restefond et celui du Raspaillon (Granges Communes). La batterie de Cuguret avait donc la double mission de surveiller et de battre la route descendant du col de la Bonette (2 715 m) ainsi que les débouchés du ravin d’Abriés jusqu’au lac des Sagnes où pouvaient s’infiltrer des forces descendant du col du Quartier d’Août et du Pas de la Petite Cavale.
En 1940, elle était commandée par le lieutenant Ravet du 162e régiment d'artillerie de position.
Le fort est vendu à un particulier en 1970 et ensuite racheté en 2004 à la suite de la mort du propriétaire. 

## Construction
La batterie de Cuguret à la forme d’un simple rectangle protégé sur sa partie avant par une double caponnière, l’accès se faisant par un pont-levis. À l’origine, elle était dotée de quatre canons de 95 mm modèle 1888 Lahitolle positionnés sur un terre-plein. Par la suite, deux des canons furent mis sous casemate.
En 1891, on a construit à l’extérieur de la batterie une caserne extérieure qui était équipée d’une boulangerie ainsi que les trois caponnières qui protègent l’enceinte.

## Les combats
La batterie n’a pas été atteinte par les combats de juin 1940.
Cependant en 1944, en septembre sur le fort du sommet voisin (Siguret) a été livrée une bataille qui a déploré un mort du nom de "Meyran".

## État actuel
Le fort est aujourd’hui propriété privée. Une association s’emploie à sa réhabilitation.
Le fort reste visitable sur le site du fort de Cuguret : http://fort-de-cuguret.com/